# Mossendjo
Mossendjo es una comuna de la República del Congo ubicada en el departamento de Niari del suroeste del país.
En 2011, la comuna tenía una población de 13 238 habitantes, de los cuales 6291 eran hombres y 6947 eran mujeres. Se divide en dos arrondissements: Bouali e Itsibou.
Hasta el siglo XX era una zona dedicada a la caza, recolección y pesca. Su economía cambió a partir de la década de 1930, cuando se desarrolló como poblado ferroviario al ubicarse en la línea de ferrocarril que une Dolisie con Mbinda y pasó a ser una localidad importante para la industria maderera.
Se ubica en el norte del departamento en el entorno natural de los montes Chaillu, unos 200 km al norte de Dolisie sobre la carretera P1 que lleva a Moanda. Al sureste de la localidad sale la carretera P5 que lleva a Sibiti.